# Chinesische Akademie für Trägerraketentechnologie
Die Chinesische Akademie für Trägerraketentechnologie (chinesisch 中国运载火箭技术研究院, Pinyin Zhōngguó Yùnzài Huǒjiàn Jìshù Yánjiūyuàn, aus historischen Gründen auch „Erste Akademie“ (一院) genannt, englisch China Academy of Launch Vehicle Technology, kurz CALT) ist die Führungsgesellschaft der China Aerospace Science and Technology Corporation für das Geschäftsfeld Trägerraketen, sowohl im zivilen als auch im militärischen Bereich. Der Hauptsitz der Firma befindet sich im Straßenviertel Donggaodi des Pekinger Stadtbezirks Fengtai, Nanyuanstraße Ecke Dahongmenstraße.

## Geschichte
Am 15. Oktober 1957 unterzeichneten der chinesische Vizepremier Nie Rongzhen und Michail Georgijewitsch Perwuchin, stellvertretender Vorsitzender des Ministerrats der UdSSR, das „Übereinkommen zwischen der Chinesischen Regierung und der Regierung der Sowjetunion über die Herstellung neuartiger Waffen und militärischer Ausrüstung sowie den Aufbau einer umfassenden Atomindustrie in China“.
Daraufhin beriefen Großgeneral Su Yu (粟裕, 1907–1978), Chef des Generalstabs der Volksbefreiungsarmee sowie seine Stellvertreter Großgeneral Huang Kecheng (黄克诚, 1902–1986) und Großgeneral Chen Geng (陈赓, 1903–1961) am 30. Oktober 1957 eine Sitzung ein, an der abgesehen von ihnen Generalleutnant Wang Zheng (王诤, 1909–1978), Leiter der Abteilung für Fernmeldewesen bei der Zentralen Militärkommission der KPCH, Generalleutnant Zhu Ming (朱明, 1903–1964), Politkommissar bei besagter Abteilung, Li Qiang (李强, 1905–1996), Handelsattaché an der chinesischen Botschaft in Moskau, Generalmajor An Dong (安东, 1918–1966), Generalsekretär der Luftfahrtkommission, Qian Xuesen, Leiter des 5. Forschungsinstituts des Verteidigungsministeriums, Generalmajor Gu Jingsheng (谷景生, 1913–2004), Politkommissar beim 5. Forschungsinstitut, Generalmajor Liu Bingyan (刘秉彦, 1915–1998), stellvertretender Leiter des 5. Forschungsinstituts, und Generalleutnant Lin Shuang (林爽, 1917–2001), ebenfalls stellvertretender Leiter des 5. Forschungsinstituts, teilnahmen. Bei dieser Sitzung ging es darum, die Implikationen des Vertrags vom 15. Oktober zu besprechen, insbesondere wie die Raketenforschung in China unter den neuen Bedingungen organisiert sein sollte. Von Beginn an waren sich die Sitzungsteilnehmer einig, dass die Führung in der neuen Struktur vom 5. Forschungsinstitut des Verteidigungsministeriums übernommen werden sollte.
Am 15. November 1957 sprach Verteidigungsminister Peng Dehuai bei Premierminister Zhou Enlai vor und machte ihm einen entsprechenden Vorschlag. Unterhalb der Ebene des 5. Forschungsinstituts sollten zwei Zweiginstitute (分院) eingerichtet werden: das 1. Zweiginstitut sollte sich mit Raketen befassen (Boden-Boden-Raketen, Flugabwehrraketen, Seezielflugkörper), das 2. Zweiginstitut mit Elektronik. Zhou Enlai nahm den Vorschlag an und ernannte am 16. November 1957 Qian Xuesen zusätzlich zu seinem Posten als Leiter des 5. Forschungsinstituts zum Leiter des 1. Zweiginstituts, Generalmajor Liu Bingyan wurde sein Stellvertreter. Generalmajor Gu Jingsheng wurde zum Politkommissar des 1. Zweiginstituts ernannt und gleichzeitig zum stellvertretenden Politkommissar des 5. Forschungsinstituts; seinen alten Posten als dortiger Politkommissar erhielt Generalmajor Liu Youguang (刘有光, 1914–2001). Dies gilt als Gründungstag der Chinesischen Akademie für Trägerraketentechnologie.
Als das 1. Zweiginstitut mit Sitz auf dem Gelände der Flugzeugfabrik 211 im damaligen Stadtbezirk Nanyuan (南苑区, heute Fengtai) gegründet wurde, besaß es acht Abteilungen, damals „Labors“ (研究室) genannt:
1. Hauptentwicklungsabteilung (总体设计室)
2. Strukturfestigkeit (结构强度研究室)
3. Aerodynamik (空气动力研究室)
4. Raketentriebwerke (火箭发动机研究室)
5. Staustrahltriebwerke für Seezielflugkörper (冲压发动机研究室)
6. Chemische Treibstoffe (化学推进剂研究室)
7. Materialforschung (材料研究室)
8. Meß und Prüftechnik (测试研究室)[4]

Am 5. November 1960 starteten Qian Xuesen und seine Gruppe von Forschern auf dem Kosmodrom Jiuquan die erste chinesische Rakete, später Dongfeng 1 genannt.
Am 29. Juni 1964 folgte die Mittelstreckenrakete Dongfeng 2A, und am 16. Oktober 1964 detonierte auf dem Kernwaffentestgelände Lop Nor die erste chinesische Atombombe. Aufgabenspektrum und Personalstand des 5. Forschungsinstituts waren kontinuierlich gewachsen. Daraufhin beschloss der Nationale Volkskongress am 4. Januar 1965 zum Abschluss der ersten Sitzung der dritten Legislaturperiode auf Vorschlag von Premierminister Zhou Enlai, die Raketenaktivitäten aus dem Verteidigungsministerium in ein eigenes Ministerium auszulagern. Das 5. Forschungsinstitut wurde in „Siebtes Ministerium für Maschinenbauindustrie“ (第七机械工业部, Pinyin Dì Qī Jīxiè Gōngyè Bù) umbenannt;
Leiter der Behörde wurde Generalleutnant Wang Bingzhang (王秉璋, 1914–2005), seit 1962 Leiter des 5. Forschungsinstituts, mit Qian Xuesen als einem seiner Stellvertreter. Als Aufgabengebiet des Ministeriums wurde nun, neben der Entwicklung von Interkontinentalraketen, erstmals Raumfahrt definiert: es war zuständig für die wissenschaftliche Forschung, Entwicklung, Test und Herstellung von Raumflugkörpern sowie den Aus- und Neubau von Kosmodromen.
Das bisherige 1. Zweiginstitut wurde zur „1. Akademie des Siebten Ministeriums für Maschinenbau“ (第七机械工业部第一研究院) hochgestuft. Diese Bezeichnung ist, trotz zahlreicher Umstrukturierungen auf der Ministeriumsebene, bis heute geläufig. Daneben wurde dem Institut im Februar 1989 vom damaligen Ministerium für Luft- und Raumfahrtindustrie (航空航天工业部, Pinyin Hángkōng Hángtiān Gōngyè Bù) genehmigt, zusätzlich den Namen „Chinesische Akademie für Trägerraketentechnologie“ zu führen.

## Unternehmensbeschreibung
Die CALT beschäftigt insgesamt 33.000 Mitarbeiter, darunter sieben Mitglieder der Chinesischen Akademie der Wissenschaften bzw. der Chinesischen Akademie der Ingenieurwissenschaften
sowie mehrere Tausend leitende Techniker und Ingenieure. Heute fertigt CALT die verschiedenen Versionen der Langer-Marsch-Trägerrakete, aber auch – in der Qinghua Maschinenbaufabrik Changzhi (长治清华机械厂) – Kosmodromausrüstung,
Pipelinemodule, Windkraftanlagen, Spezialfahrzeuge und Industrieanlagen. CALT stellt auch die nuklear bestückte Interkontinentalrakete Dongfeng 5 her,
weswegen die Firma in eine am 28. August 2020 veröffentlichte Warnliste des Verteidigungsministeriums der Vereinigten Staaten aufgenommen wurde.
Im Jahr 2015 erzielte die Firma einen Gesamtumsatz von 42,5 Milliarden Yuan und einen Reingewinn von 2,71 Milliarden Yuan.
Die Hauptverwaltung in Peking ist folgendermaßen organisiert:
- Verwaltung (院办公室)
- Abteilung für strategische Planung (发展规划部)
- Waffenabteilung (武器部)
- Raumfahrtabteilung (宇航部)
- Abteilung für Wirtschaftsführung und Investitionen (经营投资部)
- Abteilung für Technologieentwicklung (技术发展部)
- Abteilung für die Planung wissenschaftlicher Forschung (科研计划部)
- Abteilung für Qualitätssicherung (质量保证部)
- Finanzabteilung (财务部)
- Personalabteilung (人力资源部)
- Abteilung für ideologische und politische Arbeit (思想政治工作部)
- Abteilung für die Sicherstellung der Verwaltungsarbeit (行政保障部)
- Complianceabteilung (纪检监察部)
- Abteilung für Rechnungsprüfung und Risikomanagement (审计与风险管理部)
- Abteilung für die Bearbeitung der Volksmassen (群众工作部)
- Abteilung für ehemalige Angestellte und Pensionisten (离退休工作部)
- Abteilung für taktische Waffen (战术武器事业部)

Daneben gibt es noch vier abteilungsübergreifende Zentren:
- Forschungs- und Entwicklungszentrum (研究发展中心)
- Logistikzentrum (物流中心)
- Pressezentrum (新闻中心)
- Ausbildungszentrum (教育中心)

Dazu kommen derzeit (2019) noch zwei temporär eingerichtete Abteilungen.
- Büro für Markenführung (型号办公室)
- Büro für die Lenkung des Ausbaus der Kapazitäten (能力建设指挥部)[16]

Ab 2017 wurde die Chinesische Akademie für Trägerraketentechnologie für eine Weile vom Pech verfolgt. Zunächst gab es am 2. Juli 2017 wegen einer falsch konstruierten Turbopumpe des Triebwerks einen Fehlstart der neu entwickelten Trägerrakete Langer Marsch 5, ein 7 t schwerer Kommunikationssatellit stürzte in den Indischen Ozean.
Am Vormittag des 11. März 2018 tauchte die KPCh-Betriebszelle der China Aerospace Science and Technology Corporation (中国航天科技集团有限公司党组), sozusagen der Gesamtbetriebsrat des Konzerns, in Donggaodi auf und entfernte Li Hong (李洪, * 1964), seit 2007 Vorstandsvorsitzender der Akademie für Trägerraketentechnologie, von seinem Posten. Zu Li Hongs Nachfolger wurde sein bisheriger Stellvertreter Hao Zhaoping (郝照平, * 1968) bestimmt.
Dann musste ein für Januar 2019 geplanter Start der überarbeiteten Trägerrakete zunächst auf Juli 2019 verschoben werden.
Dieser Start kam jedoch ebenfalls nicht zustande.
Am 21. Juni 2019 erschien die KPCh-Betriebszelle des Mutterkonzerns erneut in der CALT-Hauptverwaltung und berief eine Kaderversammlung ein, um „die Führungsebene der Akademie für Trägerraketentechnologie wieder in Ordnung zu bringen“ (对火箭院领导班子进行了调整). Hao Zhaoping wurde seines Amtes enthoben und Wang Xiaojun (王小军, * 1969), der bisherige Leiter des Forschungs- und Entwicklungszentrums, zum neuen Vorstandsvorsitzenden bestimmt.
Am 27. Dezember 2019 gelang dann endlich der Start der Rakete.
Für Li Dong (李东, * 1967), seit 2006 Chefkonstrukteur der Rakete, hatte der Konstruktionsfehler jedoch keine Konsequenzen. Er und seine Gruppe betreuten auch 2023 noch die diversen Varianten der Changzheng 5.
Die mit hypergolen Treibstoffen arbeitenden Raketen der Serien Langer Marsch 2 und Langer Marsch 3 werden im Pekinger Stammwerk hergestellt.
Da im mittlerweile dicht besiedelten Straßenviertel Donggaodi größere Erweiterungsbauten nicht möglich sind, führte die Firma angesichts der gestiegenen Startzahlen Anfang 2023 eine Umordnung der vorhandenen Betriebsflächen durch. Seit April 2023 können in den drei Hallen nun sechs Raketen gleichzeitig montiert werden. Zu jenem Zeitpunkt waren das drei Raketen vom Typ Langer Marsch 2C, zwei bemannte Trägerraketen vom Typ Langer Marsch 2F/G und eine Rakete vom Typ Langer Marsch 3A.
Insbesondere bei der Changzheng 2F/G, die für den Transport der Mannschaften zur Chinesischen Raumstation benötigt wird, arbeitet man nach einem festen Zeitplan – aus meteorologischen und medizinischen Gründen muss der Besatzungswechsel immer im Frühjahr und im Herbst stattfinden, bei jedem Start muss bereits eine fertig montierte Rettungsrakete auf dem Kosmodrom Jiuquan bereitstehen. Durch eine effiziente Organisation der Arbeitsabläufe dauert es vom Auftrag zum Bau einer Rakete dieses Typs bis zur Fertigstellung vier Monate. Danach finden noch drei Monate lang genaue Überprüfungen statt. Sieben Monate nach der Auftragserteilung verlässt die Rakete die Fabrik und wird per Bahn zum Kosmodrom gebracht, wo die Ingenieure der Firma die einzelnen Stufen zusammenfügen und abschließende Tests durchführen. Acht Monate nach Auftragserteilung ist die Rakete startbereit.
Die Endmontage der neueren Raketen Langer Marsch 5, Langer Marsch 7 und Langer Marsch 8 sowie die Entwicklung der teilweise wiederverwendbaren Langer Marsch 8R und der bemannten Trägerrakete Langer Marsch 10 erfolgt bei der Changzheng Raketenbau GmbH in Tianjin, einer Außenstelle der Fabrik 211.
Um die durch die häufigeren Starts, auch im Zusammenhang mit dem geplanten Nationalen Netzwerk, gesteigerte Nachfrage decken zu können, wurde in Tianjin eine weitere, 50.000 m² große Montagehalle gebaut, die in der zweiten Jahreshälfte 2023 fertiggestellt sein soll.[veraltet]

## Forschung und Lehre
Neben dem Forschungs- und Entwicklungszentrum, wo man sich mit aktuellen Projekten befasst, verfügt CALT auch noch über mehrere Forschungsinstitute für ingenieurwissenschaftliche Grundlagenforschung:
- Forschungsinstitut für Raumfahrtsysteme, Peking (北京宇航系统工程研究所), auch bekannt als „Abteilung 1“ bzw. 一部
- Forschungsinstitut für Systeme von Suborbitalflugkörpern, Peking (北京临近空间飞行器系统工程研究所), auch bekannt als „Institut 10“ bzw. 10所[30]
- Forschungsinstitut für automatische Steuerung in der Raumfahrt, Peking (北京航天自动控制研究所), auch bekannt als „Institut 12“ bzw. 12所[31]
- Forschungsinstitut für Changzheng-Raumflugkörper, Peking (北京航天长征飞行器研究所), auch bekannt als „Institut 14“ bzw. 14所
- Forschungsinstitut für Kosmodrom-Technologie, Peking (北京航天发射技术研究所), auch bekannt als „Institut 15“ bzw. 15所
- Forschungsinstitut für hochpräzise dynamoelektrische Steuergeräte, Peking (北京精密机电控制设备研究所), auch bekannt als „Institut 18“ bzw. 18所
- Forschungsinstitut für Changzheng-Informationstechnik, Peking (北京航天长征科技信息研究所), auch bekannt als „Institut 19“ bzw. 19所
- Forschungsinstitut für Meß- und Prüftechnologie in der Raumfahrt, Peking (北京航天计量测试技术研究所), auch bekannt als „Institut 102“ bzw. 102所
- Forschungsinstitut für Umfelder mit starker Materialbeanspruchung, Peking (北京强度环境研究所), auch bekannt als „Institut 702“ bzw. 702所
- Forschungsinstitut für Materialien und Technologie in der Raumfahrt (航天材料及工艺研究所), auch bekannt als „Institut 703“ bzw. 703所[32][11]

So betrieb man zum Beispiel an dem 2008 von Bao Weimin gegründeten Institut 10 zunächst Grundlagenforschung zu einzelnen Aspekten von Suborbitalflugkörpern: horizontaler Start mit dynamischem Auftrieb, Flug mit minimalem Strömungswiderstand in großen Höhen, antriebsloser Gleitflug in Mesosphäre und Stratosphäre, horizontale Landung. 2022 hatte man für diese Problemfelder erste Lösungsansätze erarbeitet. Daraufhin stellte Song Zhengyu (宋征宇, * 1970), der Chefkonstrukteur der langfristig wiederverwendbaren Trägerrakete Langer Marsch 8, im Auftrag des Forschungs- und Entwicklungszentrums bei der Nationalen Stiftung für Naturwissenschaften einen Förderantrag. Der offizielle Name des Projekts lautete: „Allgemeine Konstruktion und Steuertechnik für ein suborbitales Ferntransportsystem“ (亚轨道远程空天运输系统总体设计与控制技术). Anfang September 2022 bewilligte der Fachbereich „Verkehrs- und Transportprojekte“ (交通与运载工程学科) bei der Abteilung Ingenieurwissenschaften und Materialwissenschaft den Förderantrag. Dies war das erste Mal in China, dass ein raumfahrtbezogenes System als reguläres Verkehrsmittel klassifiziert wurde.

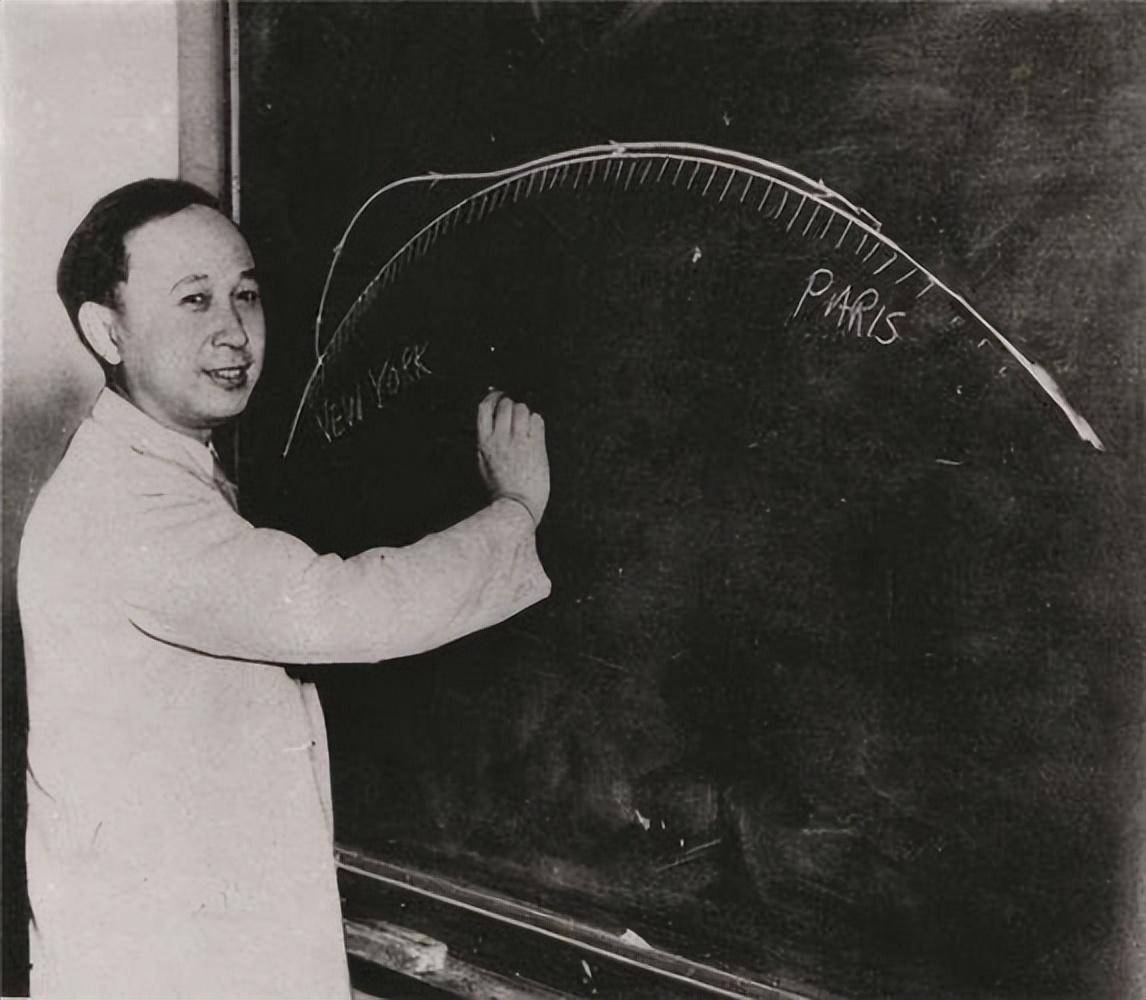
Qian Xuesen

Das vorgeschlagene System ähnelt – abgesehen vom horizontalen Start – in gewisser Weise dem  Wiederverwendbaren Raumtransportsystem oder der Mittelstreckenrakete Dongfeng 17 der Akademie für Trägerraketentechnologie. Ein Trägerflugzeug soll den eigentlichen Suborbitalflugkörper nach einem Steigflug über eine horizontale Distanz von 800 km innerhalb von 250 Sekunden bzw. gut 4 Minuten bis in eine Höhe von 90 km tragen. Dort wird der Suborbitalflugkörper abgekoppelt, das Trägerflugzeug kehrt, nachdem es noch kurz die Kármán-Linie in 100 km Höhe überquert hat, in antriebslosem Gleitflug zum Startflughafen zurück. Wie bei einem von Qian Xuesen Anfang der 1940er Jahre erdachten Konzept wird der Suborbitalgleiter nun auf einer ballistischen Flugbahn bis in eine Höhe von etwa 140 km getragen, die er 500 Sekunden bzw. gut 8 Minuten nach dem Start erreicht. Zu diesem Zeitpunkt befindet er sich in horizontaler Richtung 1200 km vom Startflughafen entfernt. Nach 800 Sekunden bzw. 13 Minuten tritt er in einer Entfernung von 3000 km wieder in die Atmosphäre ein und bewegt sich dann mit an die Entfernung zum Zielflughafen angepassten Gleitflugmanövern zur Erdoberfläche. Bei einem 10.000 km entfernten Ziel würde der gesamte Flug 2500 Sekunden bzw. 42 Minuten dauern. Die Firma geht davon aus, jeden Punkt auf der Erde innerhalb von einer Stunde erreichen zu können.
In einer weiteren Ausbaustufe hofft man, den Suborbitalgleiter ohne Trägerflugzeug aus eigener Kraft starten lassen zu können, dann aber senkrecht. Die Parabelflug-artige „Achterbahnfahrt“ zum Ziel wäre die gleiche.
1981 wurde an der Akademie für Trägerraketentechnologie eine Graduiertenschule (研究生院) gegründet, mit der Berechtigung zur Verleihung von Doktortiteln. Heute bietet CALT dort 10 Studiengänge für angehende Diplomingenieure, 2 Studiengänge für Doktoranden und 6 Plätze für Postdoktoranden an. Zwischen 1981 und 2016 wurden gut 1500 Ingenieurdiplome und Doktorgrade vergeben, was einem Durchschnitt von etwa 43 Absolventen pro Jahr entspricht. Zwei davon sind mittlerweile Mitglieder der Chinesischen Akademie der Wissenschaften.
Da die Studierenden ihre Diplom- bzw. Doktorarbeiten an den Forschungsinstituten, zum Teil auch in den Abteilungen der Hauptverwaltung anfertigen,
bleiben sie häufig nach dem Abschluss bei der Firma. So war zum Beispiel Wang Xiaojun, seit 2019 Vorstandsvorsitzender von CALT, nach seinem Ingenieurstudium an der Universität für Wissenschaft und Technik der Landesverteidigung in Changsha, wo er mit einer Arbeit zu Raketenkonstruktion seinen Abschluss gemacht hatte, an die Graduiertenschule gekommen und hatte dort mit einer an der Waffenabteilung angefertigten Dissertation zur Konstruktion von Interkontinentalraketen promoviert. Anschließend, im August 1995, trat er dann als regulärer Angestellter in die Waffenabteilung ein, zunächst als stellvertretender Leiter, dann als Leiter des 11. Labors dort, nach mehreren weiteren Beförderungen schließlich Leiter der Waffenabteilung, dann Leiter des neben den Waffensystemen auch für zivile Trägerraketen zuständigen Forschungs- und Entwicklungszentrums.
Neben der reguläre akademische Abschlüsse vergebenden Graduiertenschule besitzt CALT seit Dezember 2009 mit der Changzheng-Akademie (长征学院) auch eine Art Berufsbildungszentrum, in dem zum einen Fortbildungskurse für die Arbeiter und Angestellten der Firma selbst abgehalten werden, zum anderen auch Kunden und Zulieferer technisch geschult werden. Derzeit werden dort pro Jahr mehr als 100 Kurse abgehalten, mit teilweise bis zu 100 Teilnehmern.
Außerdem unterstützt CALT seit 1985 mit großzügigen Spenden den Erhalt und Ausbau des 1979 gegründeten Jugendmuseums für Wissenschaft und Technologie Donggaodi (东高地青少年科技馆) in der Wanyuanstraße, wenige hundert Meter östlich der Hauptverwaltung. Am 25. April 2011 richtete CALT dort zusammen mit der Schulkommission und der Wissenschaftskommission der Stadt Peking, dem Pekinger Verein für Wissenschaft und Technologie sowie der Stadtbezirksregierung von Fengtai die Qian-Xuesen-Raumfahrtakademie für Jugendliche (钱学森青少年航天科学院) ein.
Am 10. November hob der dort von Gymnasiasten unter fachkundiger Anleitung entwickelte und gebaute, nach dem Stadtbezirk benannte Satellit „Fengtaier Jugend 1“ (丰台少年一号) vom Kosmodrom Jiuquan erfolgreich ins Weltall ab.
Bereits 1959 wurde auf Initiative von Qian Xuesen der Raumfahrtkindergarten (航天幼儿园) gegründet, zunächst als Werkskindergarten (direkt hinter der Hauptverwaltung befindet sich die Hauptstädtische Raumflugkörperfabrik, wo Interkontinentalraketen und die kleineren Chanzheng-Modelle gefertigt werden). Anders als reguläre Kindergärten ist dieser auch während der Sommer- und Winterferien geöffnet und es gibt dort „nachkindergärtliche Betreuungsgruppen“ (离园看护班), wo Eltern im Falle von Überstunden oder Außeneinsätzen auf Kosmodromen ihre Kinder sicher beaufsichtigt wissen. Inzwischen untersteht der Raumfahrtkindergarten der Wanyuan Raumfahrtindustrie und -handel GmbH, einer Tochtergesellschaft von CALT, und besitzt neben der Originaleinrichtung fünf nach demselben Prinzip organisierte Zweigkindergärten in verschiedenen Stadtteilen Pekings und in Tianjin. Gut 380 Kindergärtnerinnen betreuen dort über 2200 Kinder in insgesamt 70 Gruppen.

## Zweigakademie Hainan
Am 20. Dezember 2020 unterzeichnete Vorstandsvorsitzender Wang Xiaojun mit dem Büro für Wissenschaft, Technik und Industrie in der Landesverteidigung der Provinz Hainan, der Stadtregierung von Wenchang und der Verwaltung der Internationalen Raumfahrtstadt Wenchang ein Kooperationsabkommen über den Bau einer Zweigakademie nahe dem Kosmodrom Wenchang.
Die Zweigakademie Hainan der Chinesischen Akademie für Trägerraketentechnologie (中国运载火箭技术研究院海南分院) auf dem Gelände der Raumfahrtstadt soll aus fünf Arealen bestehen:
- Innovations- und Entwicklungsareal (创新研发区) für die Entwicklung von Technologien für kommerzielle Trägerraketen und Weltraumtourismus. Dort sollen auch Systeme für intelligente Städte, intelligente Häfen und maritime IT-Dienstleistungen entwickelt werden.[46] Auf letzterem Gebiet arbeitet CALT bereits seit 2018 mit der Universität für Seewesen Dalian zusammen.[47] Auf diesem Areal soll auch eine Außenstelle des Nationalen Meß- und Prüfzentrums für die Trägerraketenindustrie (国家运载火箭产业计量测试中心) eingerichtet werden, das seit Februar 2015 vom Institut 102 in Zusammenarbeit mit dem Hauptamt für Qualitätskontrolle, Untersuchung und Quarantäne betrieben wird.[48][49] Außerdem sollen auf dem Innovations- und Entwicklungsareal sogenannte „Akademikerwerkstätten“ (院士工作站) eingerichtet werden, wo ähnlich wie in den entsprechenden Abteilungen des Qian-Xuesen-Labors für Weltraumtechnologie Mitglieder der Chinesischen Akademie der Wissenschaften und der Chinesischen Akademie der Ingenieurwissenschaften langfristige, auch auf mehrere Jahrzehnte angelegte Forschungsprojekte durchführen können.
- Areal für kommerzielle Raumfahrt (商业航天区) für Endmontage und Abnahmeprüfung kommerzieller Trägerraketen. Dort soll auch ein Zentrum für Simulationsversuche errichtet werden, ebenso wie eine Startrampe für kommerzielle Trägerraketen. Es werden auch Möglichkeiten ausgelotet, die Produktion von Suborbitalflugzeugen und Raumflugkörpern für Weltraumtourismus in die Raumfahrtstadt zu verlegen.
- Basis für Endmontage und Abnahmeprüfung großer Raumfahrtprojekte (航天重大工程总装总测基地) für die Endmontage der schweren Trägerrakete Changzheng 9 und der bemannten Rakete Changzheng 10. Außerdem sollen dort Einrichtungen für Bodentests großer Komponenten gebaut werden.[45] Die Changzheng 9 ist 103 m lang und besitzt einen Durchmesser von 9,5 m, was, wenn die Rakete wie die Changzheng 5 oder die Changzheng 7 bei der Changzheng Raketenbau GmbH in Tianjin montiert würde, den Bau von neuen  Raketenfrachtern sowie den Ausbau des Kosmodromhafens Qinglan erfordern würde, dessen Fahrrinnen – ohne Versandung – nur eine Tiefe von 7,3 m  besitzen (die derzeitigen Raketenfrachter Yuan Wang 21 und 22 haben einen Tiefgang von 5,8 m).[50] Zu der Frage, welcher Standort für die Endmontage der schweren Raketen gewählt wird, befand man sich Ende 2020 noch im Entscheidungsfindungsprozess.
- Logistikareal (综合保障区) für unterstützende Dienstleistungen bei großen nationalen Raumfahrtprojekten wie der Tiefraumerkundung und der bemannten Mondlandung. Dort soll ein Ausstellungs- und Kongresszentrum für internationalen Austausch gebaut werden, außerdem befinden sich dort die Firmenwohnungen für die Angestellten.
- Kulturareal (文化产业区) zur Förderung der Zusammenarbeit von Raumfahrt- und Unterhaltungsindustrie sowie zur Verbreitung von Wissen über die Raumfahrt. Es soll dort ein interaktiver Erlebnisort geschaffen werden.[45]

## Tochterunternehmen
CALT hat eine Reihe von Tochtergesellschaften (die ihrerseits wieder Tochterfirmen haben):
- Hauptstädtische Raumflugkörper GmbH
- Wanyuan Raumfahrttechnologie GmbH, Peking (北京航天万源科技有限公司)[51]
- Wanyuan Raumfahrtindustrie und -handel GmbH (航天万源实业有限公司)[52]
- Changzheng Chemieanlagenbau AG (航天长征化学工程股份有限公司)[53]
- Tai’an Raumfahrtsonderfahrzeug GmbH, Tai’an (泰安航天特种车有限公司)[54]
- China Energine International (Holdings) Limited (中国航天万源国际（集团）有限公司)[55]
- Changzheng Technologiegeräte GmbH, Tianjin (天津航天长征技术装备有限公司)[56]
- Changzheng Technologieentwicklung GmbH, Tianjin (天津航天长征技术发展有限公司, auch bekannt als Changzheng Raketenbau GmbH  bzw. 天津航天长征火箭制造有限公司)[57]
- China Asia-Pacific Mobile Telecommunications Satellite GmbH (中国亚太移动通信卫星有限责任公司)[58]
- Chinarocket GmbH
- Relia GmbH, Tianjin (天津航天瑞莱科技有限公司)[59]
- Ruitech GmbH, Tianjin (航天长征睿特科技有限公司)[60]
- Beijing Long March High-Tech Company (北京长征高科技公司)[61][62]
- Graduiertenschule (研究生院)[63]
- Changzheng-Akademie (长征学院)[64]
- Raumfahrthauptkrankenhaus, Peking (北京航天总医院)[65]